# Centrolene gorzulai
A Centrolene gorzulai a kétéltűek (Amphibia) osztályába, a békák (Anura) rendjébe, ezen belül az üvegbékafélék (Centrolenidae) családjának Centrolene nemébe tartozó faj.

## Előfordulása
Venezuelában él, endemikus faj. Spanyolul ranita de cristal de Gorzula-nak nevezik. Természetes élőhelye a szubtrópusi és trópusi nedves hegyi erdők és folyóvizek. Veszélyeztetettségi státusza kevéssé ismert.

## Egyéb
Olykor a C. papillahallicumot is ehhez a fajhoz sorolják.

## Fordítás
- Ez a szócikk részben vagy egészben  a   Centrolene gorzulai című angol Wikipédia-szócikk fordításán alapul.  Az eredeti cikk szerkesztőit annak laptörténete sorolja fel. Ez a jelzés csupán a megfogalmazás eredetét és a szerzői jogokat jelzi, nem szolgál a cikkben szereplő információk forrásmegjelöléseként.